# 三重弁護士会
三重弁護士会（みえべんごしかい）は三重県にある弁護士会。略称は「三重弁」（みえべん）。

## 業務内容
- 三重県庁・県下各市町村で行われる法律相談の運営
- 日本弁護士連合会との連携事業

### 重点目標
- 情報発信の強化 - 三重県の弁護士相談件数が日本全国で見て少ないため[2]。
- 新弁護士会館の建設（2021年12月竣工予定）